# CIANT
CIANT – Mezinárodní centrum pro umění a nové technologie v Praze – sdružení pro kulturu byl český spolek založený v roce 1998 v Praze. Od 19. září 2018 byl spolek v likvidaci, 5. března 2020 zanikl.
Zaměřoval se na produkci a propagaci umění a kultury nových médií. Byl mezinárodní platformou pro výzkum a podporu vzniku nových projektů kreativně využívajících informační a komunikační technologie. Během svého působení navázal CIANT umělecko-vědeckou spolupráci s výzkumnými institucemi, univerzitami, uměleckými centry, individuálními umělci a vědci napříč celou Evropou i v zámoří. Zval umělce, výzkumníky, kurátory a kulturní manažery ke spolupráci na krátkodobých i dlouhodobých výzkumných projektech a produkčních aktivitách. Výstupy projektů a uměleckých snah byly nejčastěji interaktivní aplikace, nová hardwarová a softwarová řešení nebo umělecká díla. Mnoho aktivit mělo silný vzdělávací potenciál: tréninkové kurzy, festivaly, výstavy a konference.